# Убийство семьи Робисон
Убийство семьи Робисон — массовое убийство, произошедшее в Детройте в штате Мичиган, оставшееся нераскрытым и породившее большое количество различных теории и версий.

## Убийство
Летом 1968 года семья Ричарда Робисона: он сам, его жена Ширли, их три сына были застрелены, их дочь Сьюзан убита гвоздодером.
Первым был убит Ричард Робисон, в которого было произведено пять выстрелов через заднее окно из самозарядной винтовки 22-го калибра. Затем убийца вошел в коттедж через незапертую дверь и убил оставшихся пятерых человек выстрелами в голову из пистолета 25-го калибра (6,35мм). Сьюзен и Ричард Робисон были избиты молотком-гвоздодёром, найденным на месте убийства.
Тело Ширли Робисон было намеренно оставлено так, чтобы по прибытии полиция решила, что преступление было частью сексуального насилия. Кровавые следы от ботинок на полу привели следователей к выводу, что убийства совершил один человек. Тела не были обнаружены в течение 27 дней, и условия на месте убийства привели к серьезному разложению тел на момент обнаружения.

## Расследование
Полиция подозревала, что убийство совершил коллега Робисона, Джозеф Сколаро III. Прокурор отказался предъявлять ему обвинение из-за неубедительности улик, хотя подозреваемый провалил два тестирования на полиграфе и был уличён в попытках обмануть его. Сколаро совершил самоубийство в 1973 году, оставив записку, где утверждал, что непричастен к убийству семьи Робисон. В ней он признавался в обмане партнёров, но писал, что лжец, а не убийца (англ. I had nothing to do with the Robisons—I'm a liar but not a murderer-I'm sick and scared-God and everyone please forgive me).
Также на причастность к убийству проверялся серийный убийца Джон Норман Коллинз, который учился со старшим сыном Риччи в одном университете и совершал свои преступления в этот период.